# Hamed Sinno
Hamed Sinno (in arabo حامد سنّو‎?; Beirut, 25 aprile 1988) è un musicista libanese con cittadinanza statunitense, attivista per i diritti della comunità LGBT. È il leader e voce della rock band alternativa libanese Mashrou' Leila.

## Biografia
Nato da padre libanese che aveva vissuto negli Stati Uniti e madre giordana che aveva vissuto tra il Marocco e Roma, ha la cittadinanza statunitense.
Di famiglia anglofona, ha frequentato una scuola americana, l'Università americana di Beirut, laureandosi "non sapendo parlare correttamente l'arabo" e imparando l'arabo principalmente mentre scriveva canzoni; cantava nel coro della scuola, benché non avesse una formazione musicale formale e non sapeva leggere la musica.
Durante l'università ha iniziato a disegnare graffiti sovversivi come forma di auto-espressione, prima di dar vita alla band Mashrou' Leila. Sempre in quel periodo Sinno ha fatto coming out, diventando in seguito un attivista per i diritti LGBT in Medio Oriente e nel mondo.

## Carriera
Nel 2008, mentre studiava graphic design presso l'Università americana di Beirut, Hamed Sinno ha co-fondato il gruppo degli Mashrou' Leila dopo aver risposto ad una jam session creata da Andre Chedid, Omaya Malaeb e Haig Papazian. Secondo le sue dichiarazioni, inizialmente i suoi genitori non approvarono la carriera musicale, temendo per le sue prospettive finanziarie e la sicurezza fisica a causa della controversa reputazione della band.

### Nei media
Sinno è apparso sulla copertina di diverse riviste, tra cui la francese Têtu, la giordana My.Kali, il periodico britannico Attitude. In seguito gli è stata dedicata anche la copertina dell'edizione della rivista Rolling Stone in Medio Oriente.